# Doliny (województwo podkarpackie)
Doliny – wieś w Polsce, położona w województwie podkarpackim, w powiecie lubaczowskim, w gminie Cieszanów. 
Do 31 grudnia 2023 Doliny były administracyjnie przysiółkiem wsi Kowalówka.
W latach 1975–1998 ówczesny przysiółek położony był w województwie przemyskim.
Wierni Kościoła rzymskokatolickiego należą do parafii Parafia św. Wojciecha w Cieszanowie.

## Położenie
Doliny znajdują się na pograniczu Płaskowyżu Tarnogrodzkiego i Równiny Biłgorajskiej. Kilka kilometrów na wschód od miejscowości przebiega krawędź Roztocza. Wysokość bezwzględna waha się tu od ok. 220 m n.p.m. do 235 m n.p.m. Nieopodal Dolin przepływa struga Lubówka. Wieś położona jest ok. 5 kilometrów na północ od siedziby gminy, Cieszanowa.

## Historia
Doliny przez długi czas były przysiółkiem pobliskiego Żukowa. Wzmiankowano o nich w ten sposób do czasów II wojny światowej.
W okresie zaboru austriackiego w Dolinach stacjonował pułk huzarów węgierskich. Mieściły się tutaj budynki koszar, strzelnica oraz poczta. Na przełomie XIX i XX w. powstała seria drukowanych pocztówek o nazwie „Gruss aus Doliny bei Cieszanow” („Pozdrowienie z Dolin koło Cieszanowa”) ułatwiająca huzarom kontakt z rodzinami. Pułk został rozformowany po wybuchu I wojny światowej.
19 czerwca 1915 armia rosyjska, podczas odwrotu po przegranych bitwach I wojny światowej, ulokowała w pobliżu Dolin swoją artylerię. Dokonała stąd ostrzału Cieszanowa, w czasie którego uszkodzone zostało m.in. sklepienie kościoła parafialnego.
Podczas II wojny światowej, w wyniku wyznaczenia linii demarkacyjnej między Niemcami a ZSRR, miejscowość znalazła się pod okupacją niemiecką. W czerwcu 1943 Niemcy wysiedlili większość mieszkańców Dolin. Przewieziono ich do obozu przejściowego w Suścu. W dalszej kolejności przetransportowano ich wagonami towarowymi do obozu Rotunda w Zamościu, skąd następnie trafili do Lublina. Część z nich zginęła w tamtejszym obozie, natomiast niektórzy zostali wysłani na przymusowe roboty do Niemiec.
30 kwietnia 1944 miejscowość została spalona przez Ukraińców należących do band UPA.
2 maja 1945 Doliny były miejscem spotkania członków UPA z przedstawicielami polskiej DSZ. Odbyły się wtedy rozmowy wstępne dotyczące zaprzestania walk między Polakami a Ukraińcami. Przedłożono postulaty wymagające uzgodnienia oraz ustalono miejsce i czas następnego spotkania. 21 maja 1945 w pobliskim przysiółku Żar doszło do umówionego spotkania. Rozmowy poskutkowały osiągnięciem lokalnego zawieszenia broni na terenie powiatu lubaczowskiego, tomaszowskiego, biłgorajskiego, hrubieszowskiego oraz chełmskiego.

## Kościół
W Dolinach znajduje się Kościół pw. Matki Boskiej Częstochowskiej wzniesiony w 1925, należący do parafii św. Wojciecha w Cieszanowie. Prace nad jego budową trwały 2 lata. Użyto do tego cegieł z istniejących wcześniej w miejscowości koszar. W latach 60. XX w. w okolicy kościoła dokonano odwiertu w celu poszukiwania złóż gazu ziemnego. Poskutkowało to pęknięciem jego murów. W 1968 przeprowadzono remont budowli oraz założono w niej instalację elektryczną. Od 2017 na frontowej ścianie kościoła znajduje się tablica upamiętniająca mieszkańców Dolin, którzy zostali wysiedleni przez Niemców w czerwcu 1943.